# Матильда Бургундская (графиня Тоннера)
Матильда (Мод) Бургундская (Mathilde de Bourgogne) (1150 — 17.12. до 1219) — графиня де Гриньон, дама де Витто и де Монпансье, с 1175 по 1192 год графиня Тоннера.
Дочь Раймона Бургундского (1125—1156), который в 1143 году получил от отца, герцога Бургундии Гуго II, сеньорию Витто и специально созданное графство Гриньон, и его жены Агнес де Тьер, дамы де Монпансье.
В 1156 году наследовала отцу в его владениях (её брат Гуго к тому времени умер). До замужества находилась по опекой матери, которая в 1160 году вышла замуж за Юмбера IV, сеньора де Божё.
Первый муж (не позднее 1165) — Эд II, сеньор д’Иссуден (ум. 1167). От него сын:
- Эд III (1166/67-1199), сеньор д’Иссуден.

Второй муж — Ги I, граф Невера, Осера и Тоннера (1149—1175). После его смерти в качестве вдовьей части получила графство Тоннер. Дети (с 1179 года воспитывались при дворе короля Филиппа Августа, который считался их опекуном):
- Агнес (1169/70-1193) — графиня Невера и Осера с 1181 и Тоннера с 1192.
- Гильом VI (1171/75 — 17 октября 1181, граф Невера и Осера с 1175.

Третий муж (1176) — Пьер Фландрский, сын графа Фландрии Тьерри Эльзасского и его второй жены Сибиллы Анжуйской. Он умер вскоре после свадьбы. От него дочь:
- Сибилла Фландрская (1176/77 — после 1236), муж — Роберт I де Ваврен, сенешаль Фландрии.

Между 1177 и 1180 годами Матильда, к тому времени ещё не достигшая 30-летнего возраста, вышла замуж в 4-й раз — за Роберта II де Дрё. В 1181 году брак был расторгнут из-за близкого родства супругов.
В 1192 году Матильда уступила графство Тоннер своей дочери Агнес и её мужу Пьеру II де Куртене в обмен на пожизненную ежегодную ренту в 200 ливров.
Вскоре после этого она удалилась в монастырь в Фонтевро. Последний документ за её подписью датирован 1196 годом.